# Jeanne Hébuterne

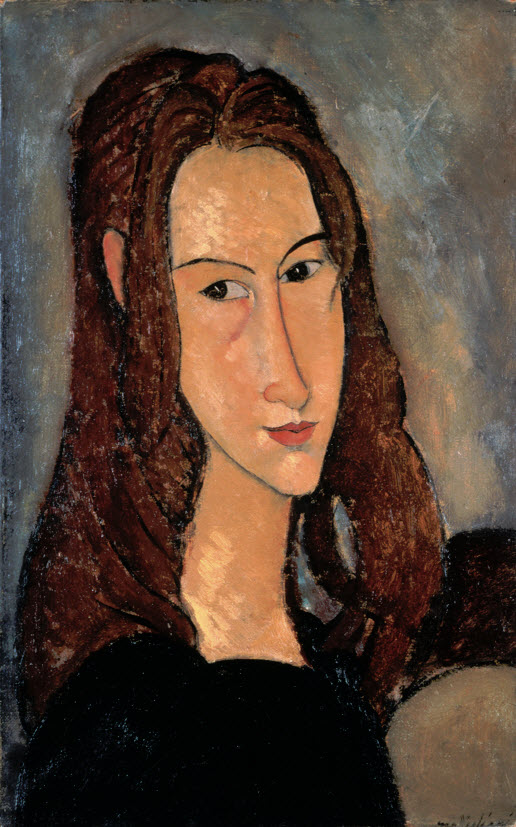
portret Jeanne Hébuterne wykonany przez Amedeo Modiglianiego, 1918

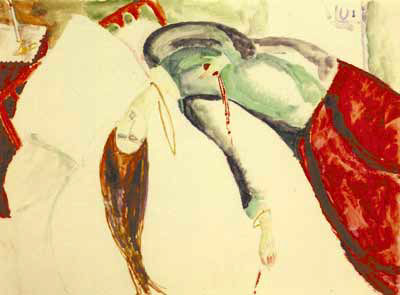
Samobójstwo – Jeanne Hébuterne

Jeanne Hébuterne (ur. 6 kwietnia 1898 w Meaux, zm. 26 stycznia 1920 w Paryżu) – francuska artystka malarka, partnerka malarza Amedea Modiglianiego, matka Jeanne Modigliani.

## Życiorys
Urodziła się 6 kwietnia 1898 roku w Meaux w konserwatywnej katolickiej rodzinie. Do artystycznej bohemy w Montparnasse została wprowadzona przez brata, André Hébuterne'a, który chciał zostać malarzem. Spośród wielu artystów przesiadujących w tamtejszych kawiarniach wyróżniała się z tłumu. „Była miła, nieśmiała, spokojna i delikatna. Trochę depresyjna” – opisywał ją Charles-Albert Cingria. Jeanne poznała tam artystów i pozowała dla Tsuguharu Fujity. Jednakże chcąc osiągnąć sukces artystyczny, wybrała się na studia do Académie Colarossi, która jako jedna z pierwszych zaczęła przyjmować również kobiety. Tam poznała Modiglianiego i została jego natchnieniem. Miała wtedy 19 lat, Amedeo był od niej o czternaście lat starszy. Malarz namalował około 25 jej portretów. Jeanne uchodziła za bardzo cichą osobę. Nie pragnęła nawracać Modiglianiego na „zdrowy” tryb życia. Pragnęła być kochana i kochać. Rodzice Jeanne nie akceptowali Modiglianiego. Powodem było żydowskie pochodzenie oraz swawolny tryb życia i częste sięganie po alkohol.
W 1918 roku ich przyjaciel Leopold Zborowski pomógł im opuścić Paryż. 29 listopada 1918 roku w Nicei Jeanne urodziła córkę, którą nazwała tym samym imieniem – Jeanne Modigliani (1918-1984). Zdrowie Modiglianiego pogarszało się – chorował na gruźlicę. Para ciągle borykała się z problemami finansowymi. Prace Modiglianiego nie sprzedawały się zbyt dobrze, w dodatku zarobione pieniądze często przepijał. Zimą 1919 roku stan jego zdrowia znacznie się pogorszył. Amedeo zmarł 24 stycznia 1920 roku. Dwa dni później Jeanne rzuciła się z piątego piętra i popełniła samobójstwo w ostatnim miesiącu ciąży. Po śmierci rodziców w 1920 Jeanne Modigliani (zm. 1984) była wychowywana we Florencji przez siostrę Amedea Modiglianiego. Została historyczką sztuki.
Rodzina Jeanne obarczyła Modiglianiego śmiercią córki. Pochowano ją na Cimetière de Bagneux. Prawie 10 lat później, rodzina Hébuterne w końcu ustąpiła i pozwoliła przenieść szczątki Jeanne na cmentarz Père Lachaise, by mogła spocząć obok Modiglianiego.
Zachowało się około 25 obrazów autorstwa Hébuterne. Poza obrazami olejnymi zostawiła po sobie rysunki, akwarele i gwasze. W jej pracach można dostrzec wpływ malarstwa Vuillarda i Bonnarda, a także nabistów. Nigdy nie doczekała się swojej wystawy, a po jej śmierci jej dzieła przez dekady pozostawały ukryte, gdyż jej spadkobiercy, czyli rodzice i brat nie zgadzali się na ich upublicznienie. Dopiero w roku 2000 za sprawą córki Hébuterne i Modiglianiego oraz historyka sztuki Christiana Parisota, prace Jeanne zostały zaprezentowane w Wenecji przez Fondazione Giorgio Cini.